# Comisión Venezolana de Normas Industriales
Covenin corresponde al acrónimo de la Comisión Venezolana de Normas Industriales, como se conoció desde 1958 al ente encargado de velar por la estandarización y normalización bajo lineamientos de calidad en Venezuela. 
Covenin estableció los requisitos mínimos para la elaboración de procedimientos, materiales, productos, actividades y demás aspectos que estas normas rigen. En esta comisión participaron entes gubernamentales y no gubernamentales especialistas en un área. 
A partir del año 2004, las actividades desarrolladas por Covenin dejan se ser ejecutadas por Fondonorma

## Historia
La necesidad de homologación de criterios en el área de la Normalización y Certificación de la Calidad, lleva al Estado Venezolano, en el año de 1958, a la promulgación del Decreto Oficial Número 501 para la creación de la Comisión Venezolana de Normas Industriales, COVENIN. 
La creación de Covenin persiguió desarrollar políticas en el mundo de la normalización y el control de calidad, cosa que no existía en Venezuela, con eso, se inicia el desarrollo de las primeras normas técnicas a nivel nacional. 
En 1970, las actividades de Normalización y Certificación de la Calidad reciben un impulso importante, al crear el Ministerio de Fomento, la Dirección de Normalización y Certificación de Calidad (DNCC), la cual se convierte en la unidad operativa de COVENIN. A través de esta dirección se comienza a otorgar la “Aprobación COVENIN de Laboratorios”, otorgándose dichas aprobaciones hasta finales del año 1992.
A través del Decreto Oficial 1195, “Sobre Normalización Técnica y Control de Calidad” (1973), se crea el Fondo para la Normalización y Certificación de la Calidad (Fondonorma), presidido por el Ministerio de Fomento y con participación del sector privado. Dicho fondo fue creado con el objetivo de apoyar los programas, que en materia de Normalización y Certificación de la Calidad, estableciera el Ministerio de Fomento.
Para 1993, durante la reestructuración del ministerio de Fomento, que se convierte en el Ministerio de Industria y Comercio (MIC), se crea el Servicio Autónomo de Normalización y Certificación de Calidad (SENORCA) que se convierte en Organismo Nacional de Acreditación.
Para ese entonces, Fondonorma es acreditado como Organismo Certificador de Sistemas de la Calidad y Productos y autorizada como Organismo de Normalización.
En 1994, SENORCA otorga las primeras acreditaciones a Laboratorios de Ensayos, en conformidad con los requisitos establecidos en la Norma Venezolana Covenin (NVC) 2534:1994 (ISO/IEC Guía 25:1990).
En diciembre de 1998 se inicia la fusión la fusión del Servicio Autónomo Nacional de Metrología (Sanamet) y el Servicio Autónomo de Normalización y Certificación de Calidad (Senorca) que da origen en enero el 11 de enero de 1999 al Servicio Autónomo Nacional de Normalización, Calidad, Metrología y Reglamentos Técnicos (Sencamer),
A mediados de 2001 la Dirección de Conformidad con Normas de Sencamer otorga la primera acreditación a un Laboratorio de Ensayos bajo la nueva norma NVC 2534:2000 (ISO/IEC 17025:2000. Igualmente en 2001 inicia la acreditación de Laboratorios de Calibración bajo esta normativa internacional.
En octubre de 2002 se promulga la Ley Orgánica del Sistema Venezolano para la Calidad, publicada en Gaceta Oficial Número 37.555 del miércoles 23 de octubre de 2002 para desarrollar los principios orientadores que la Constitución de la República Bolivariana de Venezuela enmarca en materia de calidad. Esta Ley establece mecanismos para garantizar derechos de las personas a disponer de bienes y servicios de calidad en el país, a través de los subsistemas de: Normalización, Metrología, Acreditación, Certificación, Ensayos y Reglamentaciones Técnicas; y se otorga a Sencamer la cualidad de ente coordinador de velar por el cumplimiento de esta Ley.
En 2003 se quita a Fondonorma la competencia de realización de Normas Covenin y se adjudica a  Servicio Autónomo Nacional de Normalización, Calidad, Metrología y Reglamentos Técnicos (SENCAMER) mediante Resolución DM/No. 370.  Posteriormente, durante y un tiempo fue adjudicado al Fondo para la Normalización, Calidad, Certificación y Metrología (Fodenorca), ente adscrito al Ministerio del Poder Popular de Comercio Nacional.
En 2009 se dicta la Resolución Nº 075 de fecha 10 de junio, mediante la cual se designa como organismo coordinador del proceso de elaboración de normas nacionales de calidad de los productos, procesos y servicios, al Servicio Autónomo Nacional de Normalización, Calidad, Metrología y Reglamentos Técnicos (Sencamer), esta resolución fue  publicada en la Gaceta Oficial de la República Bolivariana de Venezuela N° 39.197 de igual fecha.
En julio de 2020 Sencamer liquida Fodenorca y adquiere las competencias de Organismo Nacional de Normalización, con lo que Sencamer arranca nuevamente el proceso de generación de Normas Venezolanas Covenin.
Por su parte, Fondonorma, a pesar de habérsele quitado la competencia de elaboración de Normas Covenin, continuó elaborando normas de asociación bajo la figura de Norma Técnica Fondonorma (NTF) que en ningún caso son de obligatorio cumplimento. 
En 2021, Sencamer, “Servicio Autónomo Nacional de Normalización, Calidad, Metrología y Reglamentos Técnicos”, pasa a llamarse “Servicio Desconcentrado de Normalización, Calidad, Metrología y Reglamentos Técnicos (SENCAMER)" Gaceta Oficial 42129 del martes 18 de mayo de 2021. 
Esta gaceta establece dentro de las competencias de SENCAMER: "13. Establecer los procedimientos a seguir para proponer al Ministerio del Poder Popular con competencia en Comercio Nacional la declaratoria de las Normas Venezolanas COVENIN y Reglamentos Técnicos, coordinando con otros órganos, entes u organismos públicos o privados el estudio, promulgación y control de los mismos, y declaratorias de Normas Venezolanas COVENIN, llevando su registro.". 

## Obligatoriedad
En el mundo, comúnmente las Normas son voluntarias, pero muchas Normas Covenin han sido obligatorias por mencionarlo taxativamente en su portada y haber sido requisito de alguna Ley o algún documento emanado por ministerio que la haga de obligatorio cumplimiento, en los años recientes y a raíz de la  promulgación de la Ley Orgánica del Sistema Venezolano para la Calidad, se quiere que las normas como lo indica esta ley sean voluntarias y se deja la obligatoriedad para los Reglamentos Técnicos. 
Por su parte, ninguna de las Normas Técnicas Fondonorma son obligatorias, es por ello que muchos entes de Estado, o el marco normativo legal venezolano al referirse a alguna Norma Covenin, es esta la que aplica y no una Norma Técnica Fondonorma, aunque esta última sea más reciente. 
Ejemplo de ello es la Norma Venezolana Covenin 3060:2002 Materiales Peligrosos. Clasificación, Símbolos y Dimensiones de Señales de Identificación (1.ª Revisión), que tiene su análoga Norma Técncia Fondonorma 3060:2011. Para el Registro de Actividades Capaces de Degradar el Ambiente (RACDA) que otorga el Ministerio del Poder Popular para el Ecosocialismo (MINEC) se exige el cumplimiento de la Norma Covenin 3060. 

## Comités
El subsistema de normalización dentro de Sencamer está compuesto por Comités Técnicos (CT) y Subcomités (SC), cada uno reúne a un panal de expertos y especialistas en la materia relacionada y contempla a las partes interesadas como fabricantes, distribuidores, importadores, usuarios, universidades, autoridades, entes reguladores y más.  
Su accionar se enmarca en el Plan Nacional de Normalización que atiende a las necesidades del sector.   
El CT6 de Higiene, seguridad y protección estaba compuesto por los siguientes Sub Comités (SC)   
| SC1 | Prevención de accidentes (Protección personal) |
| SC2 | Prevención y protección contra incendios       |
| SC3 | Higiene industrial                             |
| SC4 | Protección Radiológica                         |
| SC5 | Contaminación Ambiental                        |
| SC6 | Seguridad Física                               |
| SC7 | Asuntos Bomberiles Técnicos                    |
| SC8 | Gestión de riesgo, emergencias y desastres     |

Sin embargo, en 2022 se fusionaron los SC3 y de manera moderna ese SC se pasó a llamar Seguridad y Salud en el Trabajo, cónsono con la terminología de la Organización Internacional del Trabajo (OIT)
| CT6 | Higiene, seguridad y protección | SC1 | Seguridad y salud en el trabajo            | ACTIVO     |
| CT6 | Higiene, seguridad y protección | SC2 | Prevención y protección contra incendios   | ACTIVO     |
| CT6 | Higiene, seguridad y protección | SC3 | Se fusionó con SC1                         | ACTIVO     |
| CT6 | Higiene, seguridad y protección | SC4 | Protección Radiológica                     | ACTIVO     |
| CT6 | Higiene, seguridad y protección | SC5 | Contaminación Ambiental                    | INACTIVO   |
| CT6 | Higiene, seguridad y protección | SC6 | Seguridad Física                           | ACTIVO     |
| CT6 | Higiene, seguridad y protección | SC7 | Asuntos Bomberiles Técnicos                | ACTIVO     |
| CT6 | Higiene, seguridad y protección | SC8 | Gestión de riesgo, emergencias y desastres | EN PROCESO |

## Normas Publicadas
Entre las normas que COVENIN publicó se encuentran:
- Ladrillos de arcilla (1-1978)

- Cementos Portland Especificaciones (28-93)

- Bloques huecos de concreto (42-1982)

- Tensiones normalizadas del servicio eléctrico (159-05)

- Colores, símbolos y dimensiones de señales de seguridad (187-02)

- Código eléctrico nacional (200-0r2)

- COVENIN 96-92 SÍMBOLO BÁSICO PARA RADIACIONES IONIZANTES 2DA REVISIÓN
- COVENIN 39-03 CALZADO SEG PROTECCIÓN Y TRABAJO REQUISITOS 3RA REVISIÓN
- COVENIN 253-99 CODIFICACIÓN TUBERÍAS CONDUZCAN FLUIDO 2DA REVISIÓN
- COVENIN 254-98 CEDAZOS ENSAYO 2DA REVISIÓN
- COVENIN 273-98 CONCRETO MORTERO Y COMPONENTES TERMINOLOGÍA
- COVENIN 187-03 COLORES SÍMBOLOS Y DIMENSIONES SEÑALES SEG 2DA REVISIÓN
- COVENIN 264-77 MÉTODO ENSAYO PARA COCIENTE ENTRE MAX Y MIN AGREGADOS GRUESOS
- COVENIN 286-98 AGREGADO FINO DETERMINACIÓN DENSIDAD Y ABSORCIÓN
- COVENIN 266-77 MÉTODO ENSAYO PARA RESISTENCIA DESGASTE AGREGADOS GRUESOS MENORES
- COVENIN 197-01 SEG JUGUETES PARTE 1 PROPIEDADES MECÁNICAS Y FÍSICAS 2DA REVISIÓN
- COVENIN 275-78 METODO ENSAYO PARA DETERMINAR EFECTO IMPUREZAS ORGÁNICAS AGREGADO FINO
- COVENIN 197-01 SEG JUGUETES PARTE 2 INFLAMABILIDAD 2DA REVISIÓN
- COVENIN 197-01 SEG JUGUETES PARTE 4 JUGUETES EXPERIMENTOS QUÍMICOS Y ACTIVIDADES RELACIONADAS
- COVENIN 197-01 SEG JUGUETES PARTE 3 MIGRACIÓN CIERTOS ELEMENTOS 2DA REVISIÓN
- COVENIN 197-01 SEG JUGUETES PARTE 5 JUEGOS QUÍMICOS DISTINTOS JUEGOS EXPERIMENTOS
- COVENIN 197-01 SEG JUGUETES PARTE 6 SÍMBOLO GRÁFICO PARA ETIQUETADO ADVERTENCIA SOBRE EDAD
- COVENIN 218-00 PROTECCIÓN CONTRA RADIACIONES IONIZANTES PROVENIENTES FUENTES EXTERNAS USADAS MEDICINA PARTE 1 RADIODIAGNÓSTICO MEDICO Y ODONTOLÓGICO
- COVENIN 218-00 PROTECCIÓN CONTRA RADIACIONES IONIZANTES PROVENIENTES FUENTES EXTERNAS USADAS MEDICINA PARTE 3 FUENTES ABIERTAS USADAS MEDICINA NUCLEAR
- COVENIN 331-80 MUESTREO INSPECCIÓN TUBOS CONCRETO ARMADO Y SIN ARMAR PARA ALCANTARILLADO
- COVENIN 332-80 TUBOS CONCRETO ARMADO PARA USO SISTEMAS ALCANTARILLADO SIN PRESIÓN
- COVENIN 333-80 TUBOS CONCRETO SIN ARMAR PARA ALCANTARILLADO SIN PRESIÓN
- COVENIN 334-80 TUBOS CONCRETO ENSAYO TRES FILOS
- COVENIN 335-80 TUBOS CONCRETO ENSAYO ABSORCIÓN
- COVENIN 475-83 REGISTRO CLASIFICACIÓN Y ESTADÍSTICAS LESIONES TRABAJO 3RA REVISIÓN
- COVENIN 475-82 MEDIDAS SEG SEGUIR OBTENCIÓN Y LICUACIÓN CLORO
- COVENIN 476-82 MEDIDAS SEG SEGUIR PROCESO ENVASADO CLORO
- COVENIN 644-78 PUERTAS RESISTENTES FUEGO BATIENTES
- COVENIN 694-82 MEDIDAS SEG SEGUIR VENTA Y TRANSPORTE CLORO
- COVENIN 695-82 MEDIDAS SEG SEGUIR USUARIOS USUARIOS RECIPIENTES CLORO
- COVENIN 761-97 GUANTES DIELÉCTRICOS GOMA REQUISITOS
- COVENIN 757-90 EXTINTORES PORTÁTILES ENSAYO PRESIÓN HIDROSTÁTICA
- COVENIN 758-89 ESTACIÓN MANUAL ALARMA
- COVENIN 810-98 CARACTERÍSTICAS MEDIOS ESCAPE EDIFICACIONES SEGÚN TIPO OCUPACIÓN 2DA REVISIÓN
- COVENIN 815-99 CASCOS SEG PARA USO IND
- COVENIN 871-78 PROTECTORES AUDITIVOS
- COVENIN 823-02 SISTEMA DETECCIÓN ALARMA Y EXTINCIÓN INCENDIOS EDIFICACIÓN PARTE 1 OFICINAS 2DA REVISIÓN
- COVENIN 823-02 SISTEMA DETECCIÓN ALARMA Y EXTINCIÓN INCENDIOS EDIFICACIÓN PARTE 2 INDUSTRIALES
- COVENIN 823-02 SISTEMA DETECCIÓN ALARMA Y EXTINCIÓN INCENDIOS EDIFICACIÓN PARTE 3 EDUCACIONALES
- COVENIN 823-02 SISTEMA DETECCIÓN ALARMA Y EXTINCIÓN INCENDIOS EDIFICACIÓN PARTE 4 COMERCIALES
- COVENIN 823-02 SISTEMA DETECCIÓN ALARMA Y EXTINCIÓN INCENDIOS EDIFICACIÓN PARTE 5 ALMACENES
- COVENIN 823-02 SISTEMA DETECCIÓN ALARMA Y EXTINCIÓN INCENDIOS EDIFICACIÓN PARTE 6 PROCESAMIENTO DATOS TELECOMUNICACIONES
- COVENIN 823-02 GUÍA INSTRUCTIVA SOBRE SISTEMA DETECCIÓN ALARMA Y EXTINCIÓN INCENDIOS
- COVENIN 955-76 PROTECTORES OCULARES Y FÁCILES
- COVENIN 979-78 MEDIDAS SEG PROCESO SOLDADURA ARCO PARA DISTINTOS RIESGOS
- COVENIN 1018-78 REQUISITOS PARA PRESURIZACIÓN MEDIOS ESCAPE Y ASCENSORES EDIFICACIONES
- COVENIN 1041-99 TABLERO CENTRAL DETECCIÓN Y ALARMA INCENDIO 2DA REVISIÓN
- COVENIN 1040-89 EXTINTORES PORTÁTILES GENERALIDADES
- COVENIN 1038-81 DETERMINACIÓN COMBUSTIBILIDAD MATERIALES CONSTRUCCIÓN
- COVENIN 1039-82 DETERMINACIÓN CARACTERÍSTICAS QUEMADO MATERIALES CONSTRUCCIÓN
- COVENIN 1055-77 ANCLAJES PARA CINTURONES SEG AUTOMÓVILES
- COVENIN 1064-79 CINTURONES SEG PARA VEHÍCULOS MOTOR
- COVENIN 1071-76 MADERAS MÉTODO SELECCIÓN Y RECOLECCIÓN MUESTRAS ENSAYO
- COVENIN 1082-76 PLAFONES CLASIFICACIÓN Y USO SEGÚN COEFICIENTE PROPAGACIÓN LLAMA
- COVENIN 1093-78 MÉTODO ENSAYO PARA DETERMINAR RESISTENCIA FUEGO ESTRUCTURAS
- COVENIN 1042-00 ARNESES Y ESLINGAS PROTECCIÓN REQUISITOS
- COVENIN 1056-02 EQUIPOS PROTECCIÓN RESPIRATORIA PARTE 1 SELECCIÓN Y USO 2DA REVISIÓN
- COVENIN 1056-03 EQUIPOS PROTECCIÓN RESPIRATORIA PARTE 2 RESPIRADORES PURIFICADORES AIRE PRESIÓN NEGATIVA CONTRA PARTÍCULA REQUISITOS 2DA REVISIÓN
- COVENIN 1056-03 EQUIPOS PROTECCIÓN RESPIRATORIA PARTE 3 RESPIRADORES PURIFICADORES AIRE PRESIÓN NEGATIVA CONTRA GASES VAPORES O AMBOS Y SU COMBINACIÓN CON PARTÍCULAS REQUISITOS 2DA REVISIÓN
- COVENIN 1176-80 DETECTORES GENERALIDADES
- COVENIN 1213-98 EXTINTORES PORTÁTILES INSPECCIÓN Y MTTO
- COVENIN 1114-00 EXTINTORES DETERMINACIÓN POTENCIA EFECTIVIDAD 2DA REVISIÓN
- COVENIN 1244-78 CHALECO SALVAVIDAS
- COVENIN 1330-97 EXTINCIÓN INCENDIOS EDIFICACIONES SISTEMA FIJO EXTINCIÓN CON AGUA SIN MEDIO IMPULSION PROPIO REQUISITOS 3RA REVISIÓN
- COVENIN 1329-89 SISTEMA PROTECCIÓN CONTRA INCENDIO SÍMBOLOS
- COVENIN 1328-78 MÉTODO ENSAYO DETERMINAR ATENUACIÓN REAL UMBRAL AUDICIÓN PROTECTORES AUDITIVOS
- COVENIN 1376-99 EDIFICACIONES SISTEMA FIJO EXTINCIÓN CON AGUA ROCIADORES
- COVENIN 1379-98 ELEMENTOS VIDRIADOS MÉTODO ENSAYO PARA DETERMINAR RESISTENCIA FUEGO
- COVENIN 1294-01 HIDRANTES
- COVENIN 1375-79 MÉTODO ENSAYO PARA DETERMINAR SECADO CONTENIDO HUMEDAD EN AGREGADO
- COVENIN 1377-79 SISTEMA AUTOMÁTICO DETECCIÓN INCENDIOS COMPONENTES
- COVENIN 1378-79 ENSAYO ESCALA REAL SISTEMA AUTOMÁTICO DETECCIÓN INCENDIOS
- COVENIN 1380-79 MÉTODO ENSAYO PARA DETERMINAR POTENCIAL CALORÍFICO MATERIALES CONSTRUCCIÓN
- COVENIN 1382-79 DETECTOR CALOR PUNTUAL
- COVENIN 1331-01 EXTINCIÓN INCENDIOS EDIFICACIONES SISTEMA FIJO EXTINCIÓN CON AGUA MEDIO IMPULSION PROPIO 3RA REVISIÓN
- COVENIN 1429-80 DETECTOR ÓPTICO HUMO FOTOELÉCTRICO
- COVENIN 1433-81 DETERMINACIÓN RUIDO EMITIDO POR VEHÍCULOS MOTOR
- COVENIN 1443-79 DETECTORES HUMO POR IONIZACIÓN
- COVENIN 1565-95 RUIDO OCUPACIONAL PROGRAMA CONSERVACIÓN AUDITIVA NIVELES PERMISIBLES Y CRITERIOS EVALUACIÓN 3RA REVISIÓN
- COVENIN 1472-00 LAMPARAS EMERGENCIA AUTOCONTENIDAS
- COVENIN 1566-80 CONDICIONES MÍNIMAS SEG PARA TRABAJOS EJECUTADOS POR CONTRATO
- COVENIN 1610-80 MÉTODO ENSAYO PARA DETERMINAR FLUJO CONCRETO MEDIO MESA CAÍDAS
- COVENIN 1660-80 SISTEMA FIJO EXTINCIÓN CON AGUA PULVERIZADA GENERALIDADES
- COVENIN 1671-88 FUENTES ESTACIONARIAS DETERMINACIÓN RUIDO
- COVENIN 1681-80 MÉTODO ENSAYO PARA DETERMINAR VELOCIDAD PROPAGACIÓN ONDAS EN CONCRETO
- COVENIN 1706-99 COLORES PARA CILINDROS CONTIENEN GASES
- COVENIN 1703-81 TUBOS CONCRETO SIN ARMAR PERFORADOS PARA SUBDRENAJE
- COVENIN 1704-81 FABRICACIÓN CONOS Y ANILLOS CONCRETO PARA BOCA DE VISITA ALCANTARILLADO
- COVENIN 1705-81 JUNTAS PARA TUBERÍA CONCRETO PARA SISTEMA ALCANTARILLADO EMPACADURA GOMA
- COVENIN 1707-81 CASCOS SEG PARA MOTOCICLISTAS
- COVENIN 1642-01 PLANOS USO BOMBERIL PARA SERVICIO CONTRA INCENDIOS 2DA REVISIÓN
- COVENIN 1764-98 GUIÁ PARA INSPECCIÓN SISTEMA PREVENCIÓN PROTECCIÓN CONTRA INCENDIOS PARA INDUSTRIA Y COMERCIO
- COVENIN 1774-81 TUBOS POLIETILENO ALTA DENSIDAD REQUISITOS
- COVENIN 1897-82 MÉTODO ENSAYO PARA OBTENCIÓN Y COMPRESIÓN CONCRETO MORTERO ENDURECIDO
- COVENIN 1903-82 SEGURIDAD BANCARIA REQUISITOS MÍNIMOS
- COVENIN 1927-82 GUANTES CUERO PARA USO INDUSTRIAL
- COVENIN 2002-88 CRITERIOS Y ACCIONES MÍNIMAS PARA PROYECTO EDIFICACIONES
- COVENIN 2026-99 TRANSPORTE SEGURO MATERIALES RADIACTIVOS
- COVENIN 2025-83 TABLERO CENTRAL CONTROL SEG TCCS
- COVENIN 2062-83 EXTINTOR PORTÁTIL BIÓXIDO CARBONO
- COVENIN 2116-84 ANDAMIOS REQUISITOS SEG
- COVENIN 2061-02 PROTECCIÓN CONTRA INCENDIOS MEDIOS EXTINCIÓN CONTRA INCENDIOS POLVOS REQUISITOS 3RA REVISIÓN
- COVENIN 2166-98 MANGAS DIELÉCTRICAS GOMA REQUISITOS
- COVENIN 2167-99 MANGAS DIELÉCTRICAS GOMA
- COVENIN 2165-84 GUANTES GOMA NATURAL Y MATERIALES SINTÉTICOS PARA USO IND
- COVENIN 2226-90 GUÍA PARA ELABORACIÓN PLANES PARA CONTROL EMERGENCIA
- COVENIN 2228-85 SISTEMA PAQUETE EXPLOSIVO
- COVENIN 2239-91 MATERIALES INFLAMABLES Y COMBUSTIBLES ALMACENAMIENTO Y MANIPULACIÓN PARTE IV SUSTANCIAS ACUERDO INCOMPATIBILIDAD
- COVENIN 2237-89 ROPA EQUIPOS Y DISPOSITIVOS PROTECCIÓN PERSONAL SELECCIÓN ACUERDO RIESGO OCUPACIONAL
- COVENIN 2239-91 MATERIALES INFLAMABLES Y COMBUSTIBLES ALMACENAMIENTO Y MANIPULACIÓN PARTE 1 LÍQUIDOS
- COVENIN 2241-90 SISTEMA LLAMADO PREFERECIAL ASCENSORES PARA USO BOMBEROS
- COVENIN 2240-87 RADIACIONES IONIZANTES CANTIDADES RADIACTIVIDAD APARATOS Y FUENTES EXENTAS NOTIFICACIÓN REGISTRO Y CONCESIÓN LICENCIA
- COVENIN 2251-98 ASBESTO TRANSPORTE ALMACENAMIENTO Y USO MEDIDA HIGIENE OCUPACIONAL
- COVENIN 2252-98 POLVOS DETERMINACIÓN CONCENTRACIÓN AMBIENTE TRABAJO
- COVENIN 2245-90 ESCALERAS RAMPAS PASARELAS REQUISITOS SEG
- COVENIN 2249-93 ILUMINANCIAS TAREAS Y ÁREAS TRABAJO
- COVENIN 2247-91 EXCAVACIONES CIELO ABIERTO Y SUBTERRÁNEAS REQUISITOS SEG
- COVENIN 2246-90 DEMOLICIÓN Y REMOCION REQUISITOS SEG
- COVENIN 2247-91 TIPOS ESCALERAS Y REQUISITOS PARA CONSTRUCCIÓN
- COVENIN 2243-85 SEÑALES FERROVIARIAS UTILIZADAS MANIOBRAS
- COVENIN 2254-95 CALOR Y FRIO LIMITES MÁXIMOS PERMISIBLES EXPOSICIÓN LUGARES TRABAJO
- COVENIN 2248-87 MANEJO MATERIALES Y EQUIPOS MEDIDAS GENERALES SEG
- COVENIN 2257-95 RADIACIONES IONIZANTES CLASIFICACIÓN SEÑALIZAN Y DEMARCACIÓN ZONAS TRABAJO
- COVENIN 2258-95 VIGILANCIA RADIOLOGÍA REQUISITOS
- COVENIN 2255-91 VIBRACIÓN OCUPACIONAL
- COVENIN 2259-95 RADIACIONES IONIZANTES LIMITES ANUALES DOSIS
- COVENIN 2260-88 PROGRAMA HIGIENE Y SEG IND ASPECTOS GENERALES
- COVENIN 2268-96 PLAGUICIDAS TRANSPORTE ALMACENAMIENTO MANIPULACIÓN Y USO MEDIDAS SALUD OCUPACIONAL
- COVENIN 2274-97 SERVICIOS SALUD OCUPACIONAL CENTROS TRABAJO REQUISITOS
- COVENIN 2266-88 GUÍA ASPECTOS GENERALES CONSIDERADOS INSPECCIÓN CONDICIONES HIGIENE Y SEG TRABAJO
- COVENIN 2269-91 BUCEO PROFESIONAL REQUISITOS Y PROCEDIMIENTOS
- COVENIN 2272-91 EXPLOSIVOS USO ALMACENAMIENTO MANEJO Y TRANSPORTE
- COVENIN 2273-91 PRINCIPIOS ERGONÓMICOS CONCEPCIÓN SISTEMAS TRABAJO
- COVENIN 2275-91 INDUSTRIAS O ACTIVIDADES CONSIDERADAS COMO PELIGROSAS O INSALUBRES
- COVENIN 2276-91 TRABAJOS AIRE COMPRIMIDO
- COVENIN 3189-995 SISTEMA EXTINCIÓN INCENDIOS CHIMENEAS CAMPANAS COCINAS Y BAJANTES
- COVENIN 2238-00 RADIACIONES NO IONIZANTES LIMITES EXPOSICIÓN MEDIDAS PROTECCIÓN Y CONTROL 2DA REVISIÓN
- COVENIN 2250-00 VENTILACIÓN LUGARES TRABAJO
- COVENIN 2253-01 CONCENTRACIONES AMBIENTALES PERMISIBLES SUSTANCIAS QUÍMICAS LUGARES TRABAJO INDICES BIOLÓGICOS EXPOSICIÓN 3RA REVISIÓN
- COVENIN 2256-01 PROTECCIÓN RADIOLÓGICA DEFICIONES
- COVENIN 2267-01 CORTE Y SOLDADURA METALES MEDIDAS SEG E HIGIENE OCUPACIONAL
- COVENIN 2270-02 COMITÉS HIGIENE Y SEG TRABAJO GUIA PARA INTEGRACIÓN Y FUNCIONAMIENTO 3RA REVISIÓN
- COVENIN 2277-01 PLOMO MEDIDAS HIGIENE OCUPACIONAL
- COVENIN 2389-91 TALLERES PARA RECARGA Y MTTO EXTINTORES REQUISITOS
- COVENIN 2340-01 MEDIDAS SEG HIGIENE OCUPACIONAL LABORATORIOS PARTE I GENERAL
- COVENIN 2340-01 MEDIDAS SEG HIGIENE OCUPACIONAL LABORATORIOS PARTE II BIOSEGURIDAD
- COVENIN 2497-88 LABORATORIO PARA DOSIMETRIA PERSONAL REQUISITOS OPERACIÓN
- COVENIN 2605-89 EXTINTORES MANUALES PORTÁTILES POLVO QUIMICO SECO PRESURIZACION DIRECTA E INDIRECTA
- COVENIN 2717-90 MADERA EN ROLA
- COVENIN 2742-98 CONDICIONES ERGONÓMICAS PUESTOS TRABAJO TERMINALES PANTALLAS CATODICAS DATOS
- COVENIN 2670-01 MATERIALES PELIGROSO GUIA RESPUESTA EMERGENCIA 3RA REVISIÓN
- COVENIN 2719-90 VIDRIOS DE SEGURIDAD PARA EDIFICACIONES
- COVENIN 2782-98 SEG INFANTIL DIRECTRICES GENERALES
- COVENIN 2776-91 MADERA ASERRADA
- COVENIN 2817-91 PLAGUICIDAS MANEJO DESECHOS
- COVENIN 2878-92 DETERMINACIÓN CONCENTRACIÓN NIEBLAS HIDRÓXIDO SODIO AMBIENTES TRABAJO
- COVENIN 3027-98 MERCURIO TRANSPORTE ALMACENAMIENTO Y USO MEDIDAS SALUD OCUPACIONAL
- COVENIN 3026-93 EXTINTORES PORTÁTILES SOBRE RUEDAS
- COVENIN 3055-98 PROTECCIÓN CONTRA INCENDIO AGENTES EXTINGUIDORES PARTE I ESPECIFICACIONES PARA HALONES 1211 Y 1301
- COVENIN 3056-98 PROTECCIÓN CONTRA INCENDIO AGENTES EXTINGUIDORES PARTE II CÓDIGO PRACTICAS PARA MANIPULACIÓN Y PROCEDIMIENTOS TRANSFERENCIA SEGURA HALON 1211 Y 1301
- COVENIN 3069-94 GUÍA PARA PROGRAMA PROTECCIÓN RESPIRATORIA
- COVENIN 3070-94 FLUORUROS DETERMINACIÓN AMBIENTES TRABAJO METODOS PARA MUESTREO ACTIVO Y PASIVO
- COVENIN 3083-94 BANCA Y SERVICIOS FINANCIEROS DOCUMENTACIÓN DOC VALORES NUMERACIÓN CERTIFICADOS
- COVENIN 3084-94 BANCA Y SERVICIOS FINANCIEROS SEG FÍSICA Y ELECTRÓNICA SMS TELECOMUNICACIÓN BANCARIA CÓDIGOS IDENTIFICADORES BANCARIOS
- COVENIN 3085-94 BANCA Y SERVICIOS FINANCIEROS TARJETAS TAG IDENTIFICACIÓN TÉCNICAS REGISTRO BANDA MAGNÉTICA
- COVENIN 3085-94 BANCA Y SERVICIOS FINANCIEROS TARJETAS TAG IDENTIF TÉCNICAS REG PARTE III LOCALIZACIÓN CARACTERES REALZADO TAG TIPO ID1
- COVENIN 3085-94 BANCA Y SERVICIOS FINANCIEROS TARJETAS TAG IDENTIF TÉCNICAS REG PARTE V LOCALIZACIÓN PISTA LECTURA ESCRITURA
- COVENIN 3102-94 BANCA TAG IDENTIF SISTEMA NUMERACIÓN Y PROCEDIMIENTOS REGISTRO PARA IDENTIFICADORES EMISOR
- COVENIN 3103-94 BANCA Y SERVICIOS FINANCIEROS TARJETAS TAG IDENTIF TARJETA CIRCUITOS INTEGRADOS CONTACTOS CARACTERÍSTICAS FÍSICAS
- COVENIN 3104-94 BANCA Y SERVICIOS FINANCIEROS DOCUMENTACIÓN DOC VALORES SISTEMA NUMERACIÓN PARA IDENTIFICACIÓN INTERNACIONAL DOC VALORES ISIN
- COVENIN 3106-94 BANCACODIGO PARA REPRESENTACIÓN MONEDAS Y FONDOS
- COVENIN 3121-99 BANCA Y SERVICIOS FINANCIEROS SEG FISICA Y ELECT REQ PARA AUTENTIFICACION SMS GENERALIDADES
- COVENIN 3122-99 BANCA TAG BANCARIAS BANDA MAG CONTENIDO PISTA 3
- COVENIN 3136-99 BANCA Y SERVICIOS FINANCIEROS SEG FÍSICA Y ELECT ORDENES PAGO POR CORREO
- COVENIN 3137-99 BANCA Y SERVICIOS FINANCIEROS DOC REMISION CHEQUES INTERNACIONALES
- COVENIN 3138-94 HALON RECOMENDACIÓN PARA SUSTITUCIÓN USOS ESENCIALES
- COVENIN 3058-02 MATERIALES PELIGROSOS GUÍA RESPUESTA EMERGENCIAS DEBE ACOMPAÑAR GUÍA DESPACHO TRANSPORTISTA
- COVENIN 3057-00 GUÍA PARA INCLUSIÓN ASPECTOS SEG NORMAS
- COVENIN 3059-02 MATERIALES PELIGROSOS HOJA DATO SEG MATERIALES HDSM
- COVENIN 3152-95 ALQUITRÁN TRANSPORTE ALMACENAMIENTO MANEJO Y USO MEDIDA SALUD OCUPACIONAL
- COVENIN 3153-96 TRABAJO ESPACIOS CONFINADOS MEDIDA SALUD OCUPACIONAL
- COVENIN 3060-02 MATERIALES PELIGROSOS CLASIFICACIÓN SÍMBOLOS Y DIMENSIONES SEÑALES IDENTIFICACIÓN
- COVENIN 3061-02 MATERIALES PELIGROSOS GUÍA PARA ADIESTRAMIENTO PERSONAS MANEJAN ALMACENAN Y TRANSPORTAN MATERIALES PELIGROSOS
- COVENIN 3154-95 EVALUACIÓN Y ANÁLISIS VOLÁTILES BREA ALQUITRÁN
- COVENIN 3185-99 BANCA SMS ORIGINADOS PORT AG BANCARIAS ESPECIF PARA INTERCAMBIO SMS CONTENIDOS PARA TRANSACCIONES FINANCIERAS
- COVENIN 3190-95 BLINDAJES PARA CONTENEDORES FUENTES RADIOACTIVAS REQUISITOS MÍNIMOS
- COVENIN 3230-96 MEMBRANAS IMPERMEABILIZANTES ASFÁLTICAS
- COVENIN 3280-97 CASCOS PARA COMBATE INCENDIOS ESTRUCTURA REQUISITOS
- COVENIN 3299-97 PROGRAMA PROTECCIÓN RADIOLÓGICA REQUISITOS
- COVENIN 3334-97 ENCENDEDORES ESPECIFICACIÓN SEGURIDAD
- COVENIN 3251-01 JUGUETES ELECTRÓNICOS ALIMENTADOS BAJA TENSIÓN SEG CONDICIONES SEG
- COVENIN 3268-02 EQUIPOS IZAMIENTO SÍMBOLOS PARA DISEÑO TÉCNICO PROCEDIMIENTOS IZADO CARGA
- COVENIN 3368-98 VESTIMENTA PROTECCIÓN COMBATE INCENDIOS ESTRUCTURAS REQUISITOS
- COVENIN 3375-98 PROTECCIÓN RADIOLÓGICA RADIOGRAFIÁ IND REQUISITOS
- COVENIN 3402-98 MATERIALES PELIGROSOS DIRECTRICES PARA ATENCIÓN INCIDENTES Y EMERGENCIAS
- COVENIN 3418-99 SEÑALIZACION SEG FOTOLUMINISCENTE PARTE I MEDIDA Y CALIFICACIÓN
- COVENIN 3418-99 SEÑALIZACION SEG FOTOLUMINISCENTE PARTE II MEDIDA PRODUCTOS LUGAR UTILIZACIÓN
- COVENIN 3438-99 TERMINOLOGÍA PREVENCIÓN Y PROTECCIÓN CONTRA INCENDIOS
- COVENIN 3478-99 SOCORRISMO EMPRESAS
- COVENIN 3496-99 PROTECCIÓN RADIOLÓGICA MEDIDAS SEG PARA PROTECCIÓN CONTRA RADIACIONES IONIZANTES Y FUENTES RADIACIÓN PROVISIONAL
- COVENIN 3506-99 GABINETES PARA DISPOSICIÓN EQUIPOS ENSERES DISP Y SISTEMAS PREVENCIÓN Y PROTECCIÓN CONTRA INCENDIO
- COVENIN 3507-99 GUÍA PARA INVESTIGACIÓN INCENDIOS Y EXPLOSIONES PROVISIONAL
- COVENIN 3532-99 CALZADO SEG PARA EL COMBATE INCENDIOS ESTRUCTURALES
- COVENIN 3540-02 RECONSTRUCCIÓN DE TRANSFORMADORES DE DISTRIBUCIÓN TIPO INTEMPERIE
- COVENIN 3558-00 RIESGO BIOLÓGICOS MEDIDAS HIGIENE OCUPACIONAL
- COVENIN 3605-00 PROTECCIÓN RADIOLÓGICA ASPECTOS FÍSICOS GARANTÍA CALIDAD RADIOTERAPIA PROTOCOLO CONTROL CALIDAD
- COVENIN 3606-00 MATERIALES PELIGROSOS CALIFICACIÓN PROFESIONAL PERSONAL RESPUESTA INCIDENTES
- COVENIN 3650-01 MATERIALES PELIGROSOS CALIFICACIÓN PROFESIONAL PERSONAL SERVICIOS MÉDICOS EMERGENCIA RESPONDEDOR INCIDENTES
- COVENIN 3652-01 SEGURIDAD JUGUETES ELÉCTRICOS
- COVENIN 3661-01 GESTIÓN RIESGO EMERGENCIA Y DESASTRES DEFINICIÓN TÉRMINOS
- COVENIN 3666-01 CALIFICACIÓN PROFESIONAL INVESTIGADOR INCENDIOS Y EXPLOSIONES
- COVENIN 3672-01 GUANTES PROTECCIÓN PARA COMBATE INCENDIOS ESTRUCTURALES REQUISITOS
- COVENIN 3680-01 SISTEMA ÓPTICO SEÑALIZACION VEHICULAR
- COVENIN 3689-01 ASBESTO MUESTREO Y MÉTODO ANALÍTICO
- COVENIN 3755-02 CASCOS COMBATE PROVISIONAL
- COVENIN 3791-02 FORMULACIÓN Y PREPARACIÓN PLAN ACTUACIÓN PARA EMERGENCIAS INSTALACIÓN EDUCATIVAS
- COVENIN 3810-03 GUÍA PARA REALIZACIÓN SIMULACROS
- COVENIN 3820-03 CALIFICACIÓN PROFESIONAL INSPECTOR PREVENCIÓN INCENDIOS INSPECTOR SALA TÉCNICA
- COVENIN 4001-00 SISTEMA GESTIÓN SEG HIGIENE OCUPACIONAL SGSHO REQUISITOS
- COVENIN 4004-00 SISTEMA GESTIÓN SEG HIGIENE OCUPACIONAL GUÍA PARA IMPLANTACIÓN
- COVENIN 2239-85 COVENIN 2239-91 MATERIALES INFLAMABLES Y COMBUSTIBLES ALMACENAMIENTO Y MANIPULACIÓN PARTE II MATERIALES COMUNES ALMACENAMIENTO INTERIORES EXTERIORES
- COVENIN 9001-00 SISTEMA GESTIÓN CALIDAD REQUISITOS 2DA REVISIÓN
- COVENIN 14001-04 SISTEMA GESTIÓN AMBIENTAL REQUISITOS ORIENTACIÓN PARA USO
- COVENIN OHSAS 18001-03 SISTEMA GESTIÓN SEG Y SALUD OCUPACIONAL REQUISITOS
- COVENIN 19011-02 DIRECTRICES PARA AUDITORIA SISTEMA GESTIÓN CALIDAD Y AMBIENTAL
- COVENIN 20002-99 SECTOR CONSTRUCCIÓN MEDICIÓN Y CODIFICACIÓN PARTE 2 EDIFICACIONES